# Wasserburg Berg
Die Wasserburg Berg ist eine abgegangene Wasserburg im Talgrund des Nesenbaches an der Stelle des heutigen Mineralbades Berg bei dem Stadtteil Berg der Landeshauptstadt Stuttgart in Baden-Württemberg. Neben dieser Burganlage bestand auch noch die Burg Berg im Ort, die sich an der Stelle der Berger Kirche befand.

## Geschichte
Die Wasserburg wurde von den Herren von Berg im 12. Jahrhundert erbaut. Sie gehörte zu jenen sieben Burgen, die der deutsche König Rudolf I. von Habsburg in seinem Rachefeldzug 1287 gegen Graf Eberhard den Erlauchten niederbrannte. Von der ehemaligen Burganlage auf einer Höhe von etwa 210 Metern über NN blieb nichts erhalten.
Zu Beginn des 17. Jahrhunderts war der Burgstall noch sichtbar. Oswald Gabelkover berichtete 1604, dass die Burgstelle ein hoher Bühel mit Erde erschüttet gewesen sei. Darin habe man Reste eines Turms entdeckt, der meins erachtens ein viereckter thurm gewesen.
Die Beobachtung von Gabelkover wurde bestätigt, als 1856 beim Bau des Mineralbades die Grundmauern eines starken Wohnturmes gefunden wurde. Dieser quadratische Turm hatte eine Seitenlänge von 10,5 Meter und eine Mauerstärke von drei Meter.